# Pałacyk Zdzisława Włodka w Krakowie
Pałacyk Zdzisława Włodka – zabytkowy pałacyk miejski znajdujący się w Krakowie, w dzielnicy I Stare Miasto przy ulicy św. Filipa 25, na rogu z ulicą Warszawską 2, na Kleparzu.

## Historia
Pałacyk został wzniesiony w latach 1898–1899 według projektu Jana Sasa-Zubrzyckiego, w miejscu wyburzonej starszej drewnianej zabudowy. Inwestorem budowy był Zdzisław Włodek, marszałek rady powiatu bocheńskiego i właściciel dóbr Dąbrowica.

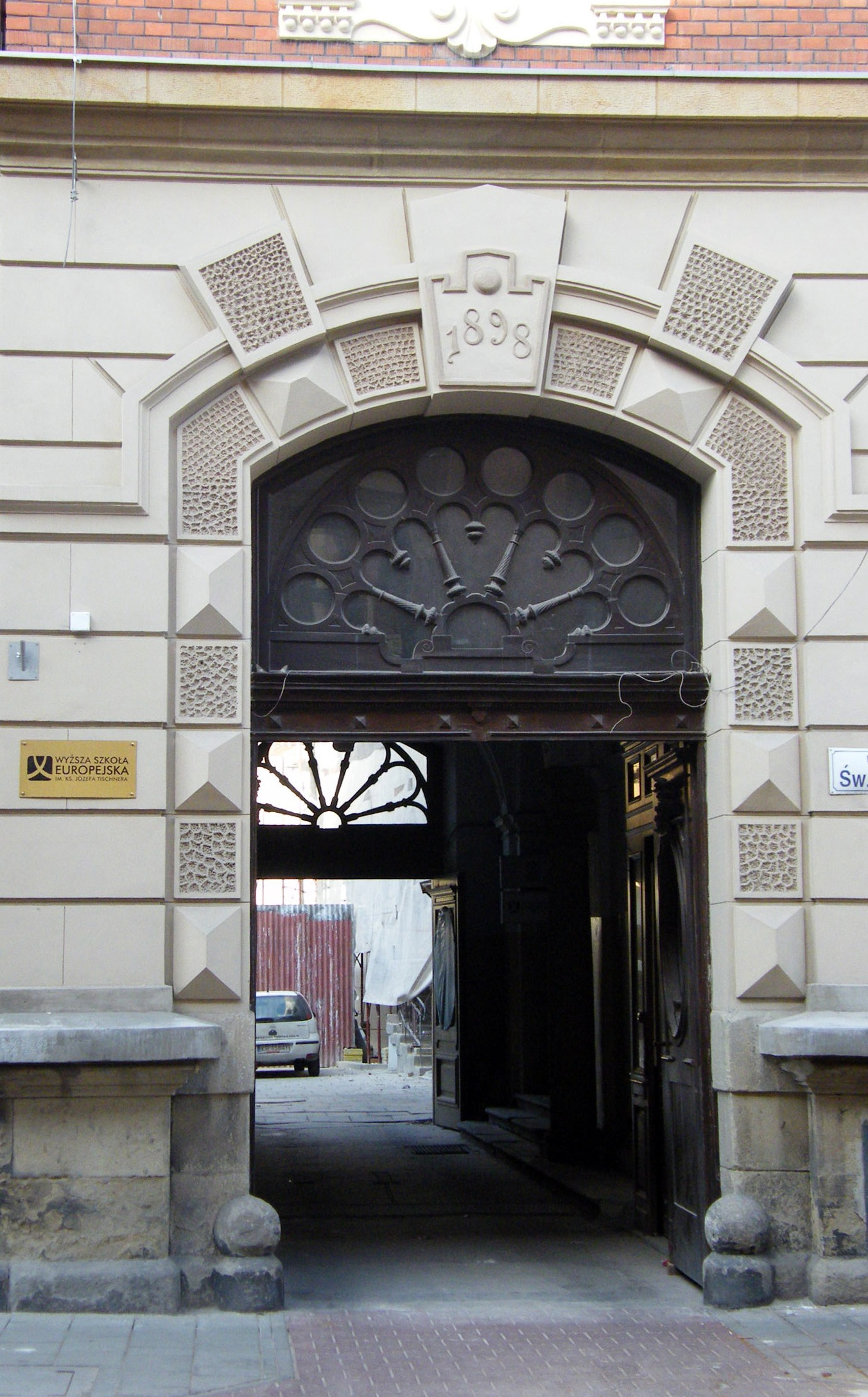
Portal

Po II wojnie światowej budynek mieścił część jednostek Politechniki Krakowskiej, a następnie Ośrodek Badań Prasoznawczych Uniwersytetu Jagiellońskiego.
20 marca 1988 budynek został wpisany do rejestru zabytków. Znajduje się także w gminnej ewidencji zabytków.

## Architektura
Budynek został wzniesiony na planie litery L. Ma on dwie kondygnacje. Elewacje, utrzymane w stylu eklektycznym, posiadają bogatą dekorację. Narożnik podkreślony jest wieżyczką z loggią, zwieńczoną czworobocznym hełmem z latarnią. W czwartej osi elewacji od strony ulicy św. Filipa i drugiej osi elewacji od strony ulicy Warszawskiej znajdują się identyczne ryzality z czworobocznymi mansardowymi hełmami z owalnymi lunetami. Kolejny ryzalit umieszczono w osiach 4–6 elewacji od strony ulicy Warszawskiej. Jest on ozdobiony czterema pilastrami w porządku jońskim, na których znajdują się płyciny z emblematami sztuk. Budynek nakryty jest dwuspadowym, kalenicowym dachem.
Wnętrza budynku posiadają bogatą dekorację plastyczną m.in.: artykulację ścian, fasety, stylizowaną stolarkę drzwiową i okienną oraz rzeźbioną balustradę tralkową wachlarzowych schodów w reprezentacyjnej klatce schodowej.